# René Baire
René Baire (francès: René-Louis Baire)  (6è districte de París, 21 de gener de 1874 - Chambèri, 5 de juliol de 1932) va ser un matemàtic francès.

## Vida i obra
Fill d'un humil sastre de París que va morir quan ell tenia 16 anys, Baire va aconseguir beques per estudiar al Lycée Lakanal i al Lycée Henri IV abans d'ingressar a l'École Normale Supérieure el 1892. Durant els tres anys següents va ser un dels estudiants de matemàtiques més brillants. Després de graduar-se va obtenir una altra beca per estudiar a Itàlia on va conèixer i fer amistat amb Vito Volterra. També va ser professor d'institut a Troyes, Bar-le-Duc i Nancy. El 1899 va obtenir el doctorat amb una tesi en la que enunciava el teorema de categories de Baire. A partir de l'època de Bar-le-Duc es va començar a manifestar una malaltia de l'esòfag que el va turmentar tota la seva vida.
El 1901 va ser nomenat professor de matemàtiques a la universitat de Montpeller, de la qual va passar a la de Dijon (actualment Universitat de Borgonya) el 1905 i en la qual va romandre fins al 1914 moment en què va prendre una absència per curar-se de la seva malaltia a Lausana. L'esclat de la Primera Guerra Mundial el va impedir retornar i l'empitjorament de la seva malaltia el va incapacitar per les tasques de recerca. Tot i així, va rebre la Legió d'Honor i va ser nomenat membre de l'Acadèmia Francesa de les Ciències el 1922; a l'any següent va rebre el premi Auguste Estrade Delcros de l'Acadèmia Francesa de Ciències. El 1932 va tenir un atac especialment greu i va ser traslladat a un hospital psiquiàtric de Chambery on va morir.
Les seves recerques van ser en el camp de l'anàlisi de les funcions: a ell se li deu el concepte de semicontinuitat i ell va ser qui va utilitzar de forma sistemàtica a França els conceptes topològics i transfinits de Cantor. Tots aquests conceptes van ser desenvolupats en el seu llibre Leçons sur les fonctions discontinues de 1905, que va tenir notable influència posterior.